# معاهدة باخشيساراي
.

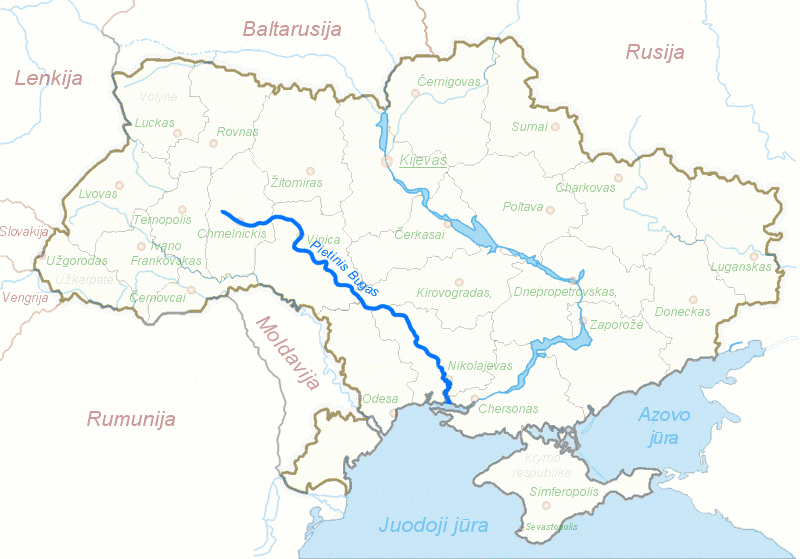
تقاسم أوكرانيا شرقها لروسيا وغرب وجنوب أوكرانيا للعثمانيين وأعتبار منطقة ما بين النهرين منطقة محايدة

معاهدة باخشيساراي (بالروسية: Бахчисарайский мирный договор) ; (بالتركية: Bahçesaray Antlaşması)‏ هي معاهدة تم توقيعها في باختشيساراي في خانية القرم، المعاهدة أنهت الحرب الروسية العثمانية (1676 - 1681)، وقعت في 3 يناير 1681 من قبل روسيا والدولة العثمانية، وخانية القرم. واتفقوا على هدنة لمدة 20 عاما وقبلت نهر دنيبر بأعتباره الخط الفاصل بين الدولة العثمانية ونفوذ موسكو. اتفقت جميع الاطراف على عدم أستيطان الأراضي بين نهر بوك الجنوبي ونهر دنيبر وأعتبارها منطقة محايدة. بعد توقيع المعاهدة، قبائل النوجاى التركية أحتفظت بحقها في العيش والترحال في سهوب جنوب أوكرانيا، في حين احتفظ القوزاق بالحق في الصيد في نهر دنيبر وروافده. والحصول على الملح في الجنوب. والأبحار على نهر دنيبر والبحر الأسود. كما اعترف السلطان بسيادة موسكو على الضفة اليسرى من منطقة أوكرانيا وتمدد القوزاق الزبروشيين (القوزاق الأوكرانيين)، في حين تركت الجزء الجنوبي من منطقة كييف، براتسلاف، بوتوليا تحت السيطرة العثمانية.

## خرق المعاهدة
على الرغم من المعاهدة، انضمت روسيا ائتلاف أوروبي ضد الدولة العثمانية بعد خمس سنوات عام 1686 وخرقت المعاهدة.